# Ildikó Tóth
Ildikó Tóth (nacida el 29 de agosto de 1966) es una actriz húngara. Apareció en más de treinta películas desde 1985.

## Filmografía seleccionada
| Yearaño | Título       | Papel         |
| ------- | ------------ | ------------- |
| 1995    | Magic Hunter | Lina          |
| 1997    | Csinibaba    | Olga          |
| 2006    | Relatives    | Lina          |
| 2012    | The Door     | Doctor        |
| 2017    | A Viszkis    | Madre de Kata |